# トミスラフ・ゴメルト
トミスラフ・ゴメルト（Tomislav Gomelt, 1995年1月7日 - ）は、クロアチア・シサク＝モスラヴィナ郡シサク出身のサッカー選手。NKルデシュ所属。ポジションはミッドフィールダー。

## 経歴
ユース時代にクロアチアのチームを転々とした後に2012年にイングランド・プレミアリーグのトッテナム・ホットスパーFCに加入した。スパーズでトップチームデビューを目指したが、ローン生活ののち2015年に放出されると、イタリア・セリエBのFCバーリ1908に加入した。
バーリからローンで加入したルーマニア1部リーグのCFRクルジュで出場機会を得たが、2017年に加入した母国クロアチア1部リーグのHNKリエカでは出場機会に恵まれなかった。
2018-19シーズンよりルーマニア1部のFCディナモ・ブカレストに移籍した。

## 獲得タイトル
CFRクルジュ
- クパ・ロムニエイ 2015-16